# Zdeněk Hlásek
Zdeněk Hlásek (15. července 1931 Praha – 11. října 2020 Curych, Švýcarsko[zdroj?]) byl český hokejový útočník. Jeho synem je bývalý švýcarský tenista Jakob Hlasek.

## Hokejová kariéra
Za československou reprezentaci odehrál v letech 1956–1957 celkem 3 utkání a dal 3 góly. Na klubové úrovni za AC Stadion České Budějovice (1948–1949), I. ČLTK Praha, ÚDA Praha, Tatru Smíchov a Spartak Praha Sokolovo.